# قاعدة بيانات النجوم القريبة

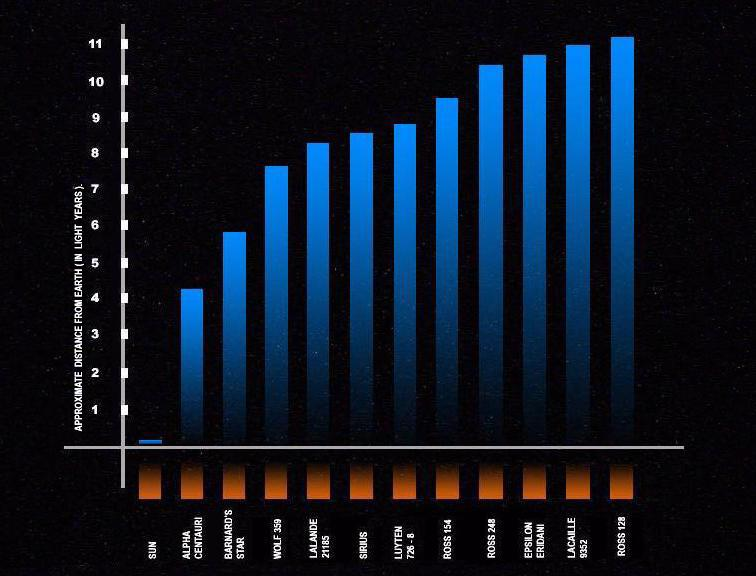
أقرب النجوم إلى الأرض

قاعدة بيانات النجوم القريبة (نستارس) هو فهرس نجمي على شبكة الإنترنت أنشئ في عام 1998 من قبل ناسا ويقع مقرة الآن في جامعة نورث أريزونا. في 29 يناير 2008 تم إغلاق الموقع، وتظهر رسالة "هذا الموقع يخضع حاليا لعملية إعادة تصميم كبير وسوف يعاد إلى الخدمة في وقت لاحق."

## الأهداف
أهداف مشروع نستارس توفير مجموعة بيانات قوية على شبكة الإنترنت لاستخدامها من قبل الباحثين والجمهور حول جميع النظم النجمية ضمن مسافة 25 فرسخ فلكي من الأرض منها 2600 نجم معروف حالياً من مجموع يُقدر بما لا يقل عن 10,000 نجم.وتحديد خصائص النجوم خصوصا الخصائص المتعلقة بعلم الأحياء الفلكية ودعم البرامج البحثية باستخدام مرافق ناسا وتنسيق برامج الرصد الأخرى الممولة من ناسا ومؤسسة العلوم الوطنية والتي تهدف إلى جمع بيانات جديدة عن النجوم القريبة.ويهدف المشروع كجزء من مبادرة طويلة إلى تعزيز البحوث الأرضية والفضائية حول النجوم القريبة وجمهرة النجوم وحركتها، وتاريخ درب التبانة، والكواكب خارج المجموعة الشمسية، والمناطق الصالح للحياة حول النجوم، والبحث عن ذكاء خارج الأرض. 

## روابط خارجية
- جدول قديم من أرشيف ويباك
- موسوعة الكواكب خارج المجموعة الشمسية
- Near Star Catalogue (تحديث غير رسمي لقاعدة بيانات نستارس)